# Église Saint-Martin de Saint-Martin-d'Ary
L'église Saint-Martin est une église située à Saint-Martin-d'Ary, dans le département français de la Charente-Maritime en région Nouvelle-Aquitaine.

## Historique
L'église est inscrite au titre des monuments historiques par arrêté du 24 mars 1925.

## Galerie

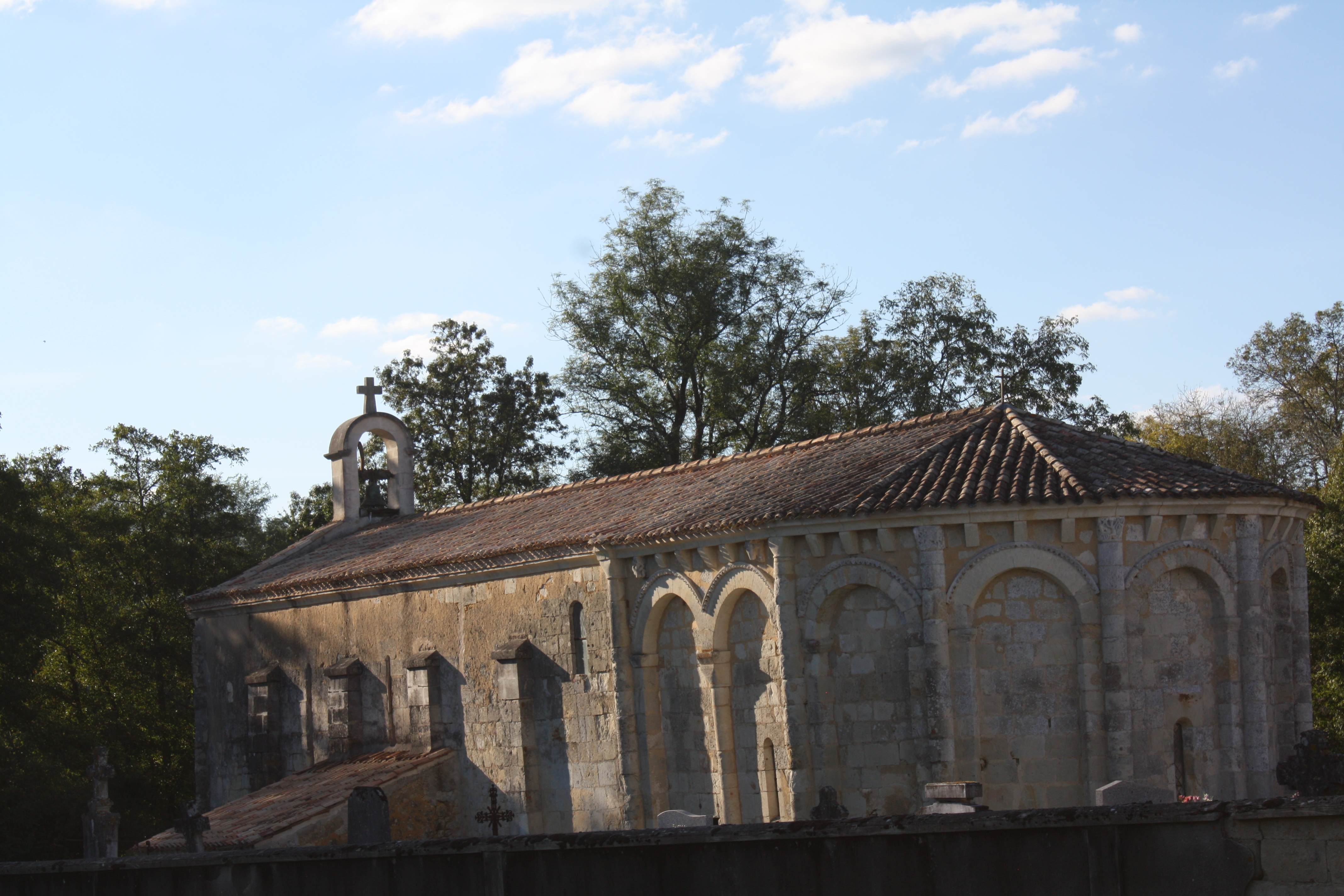
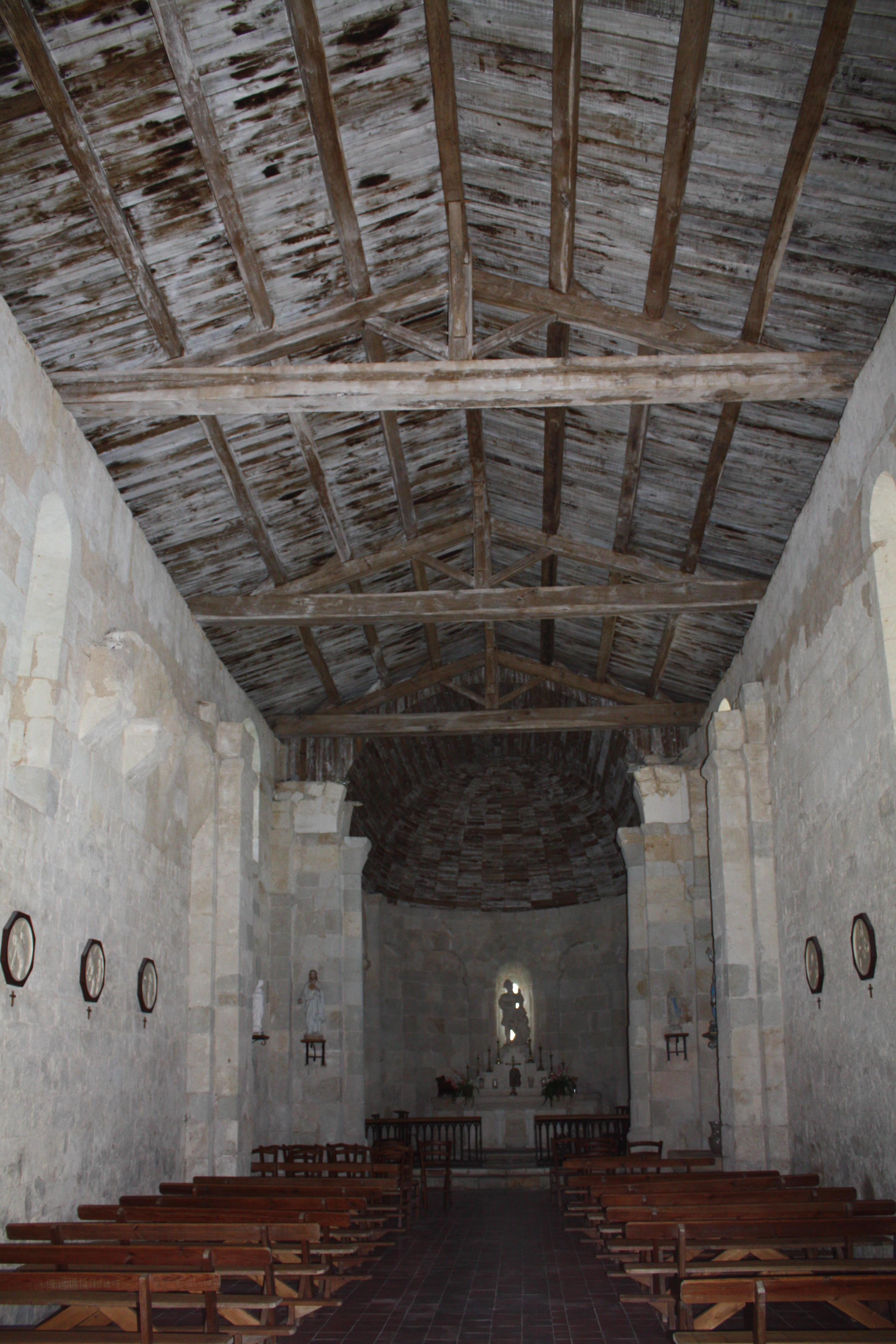
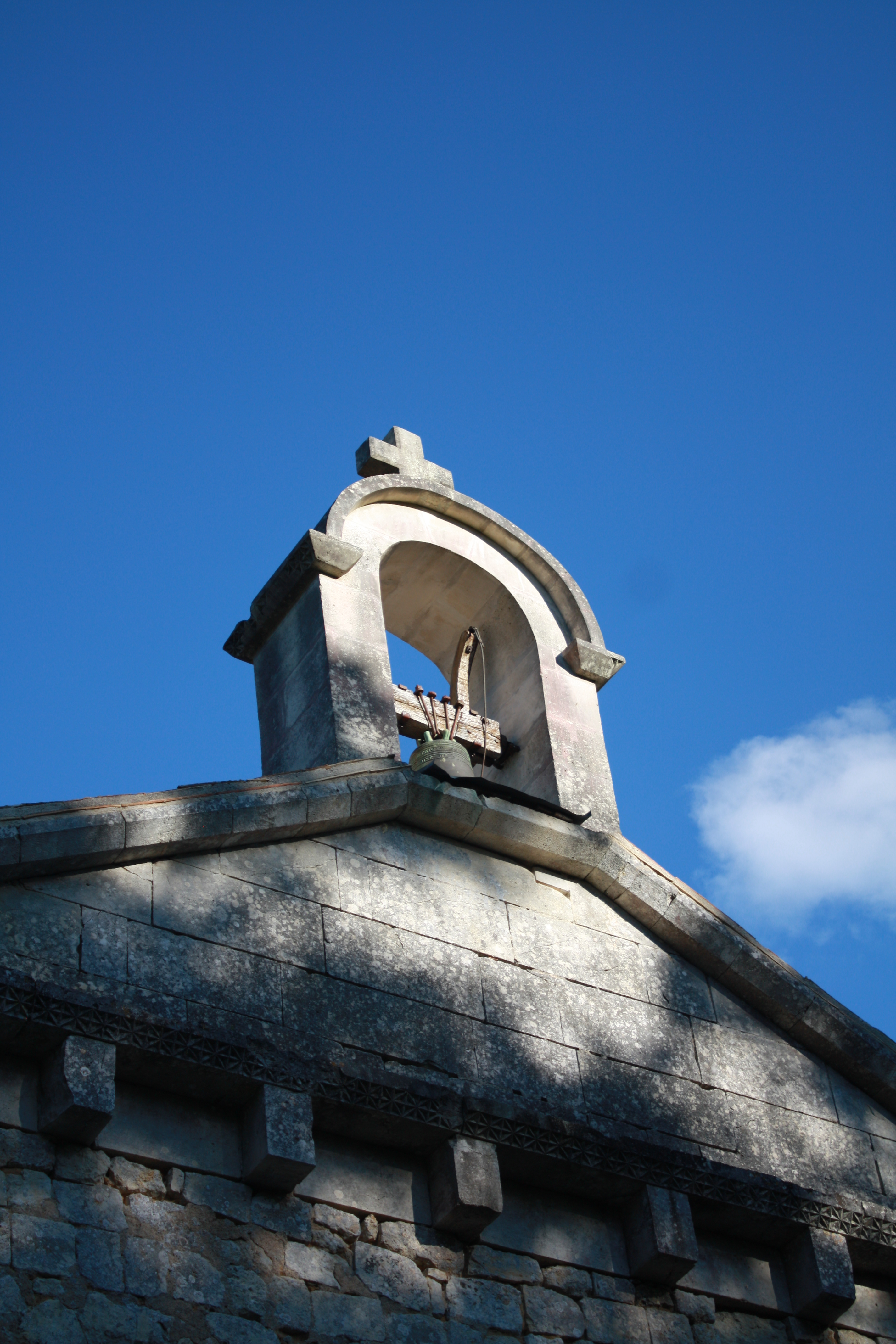
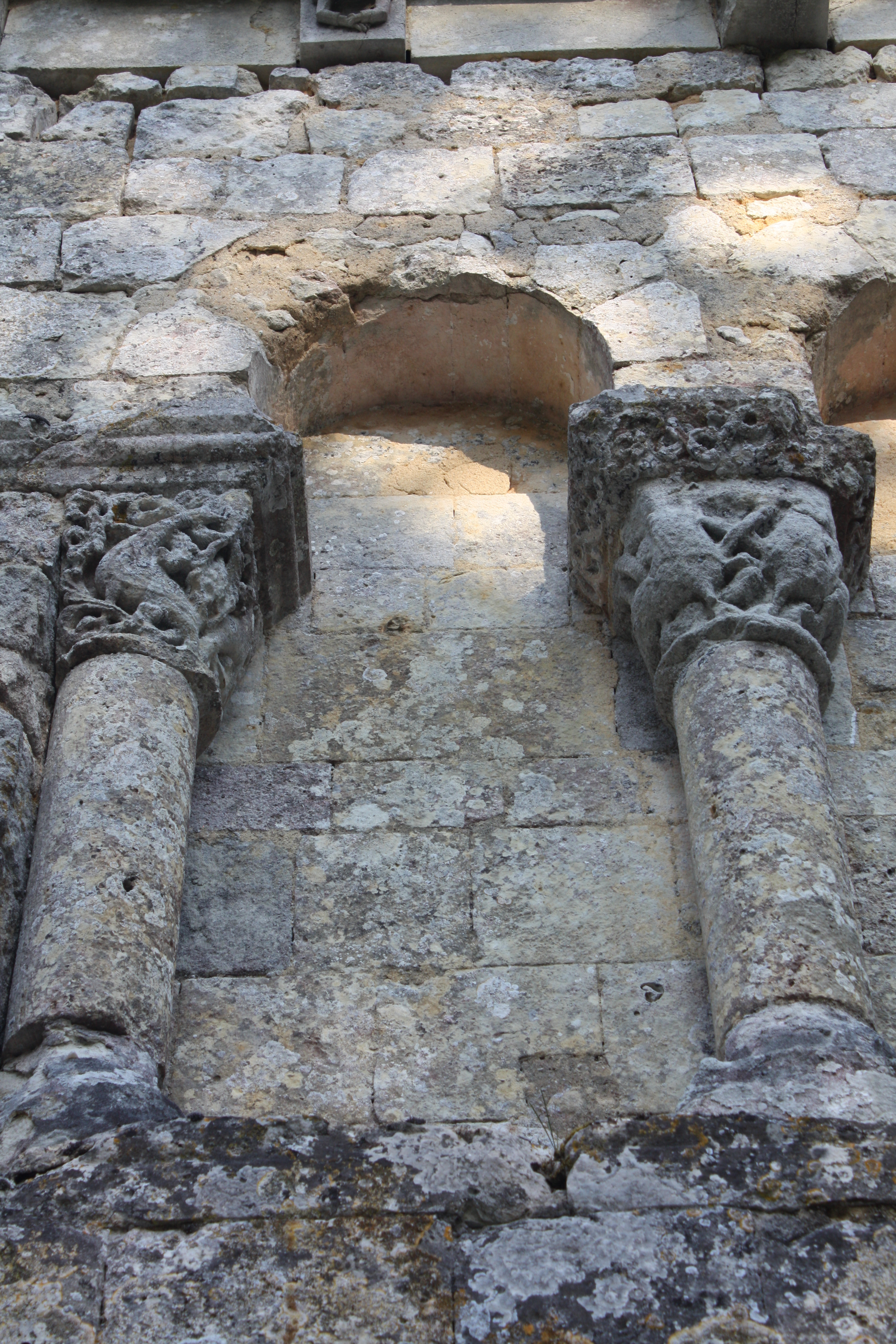
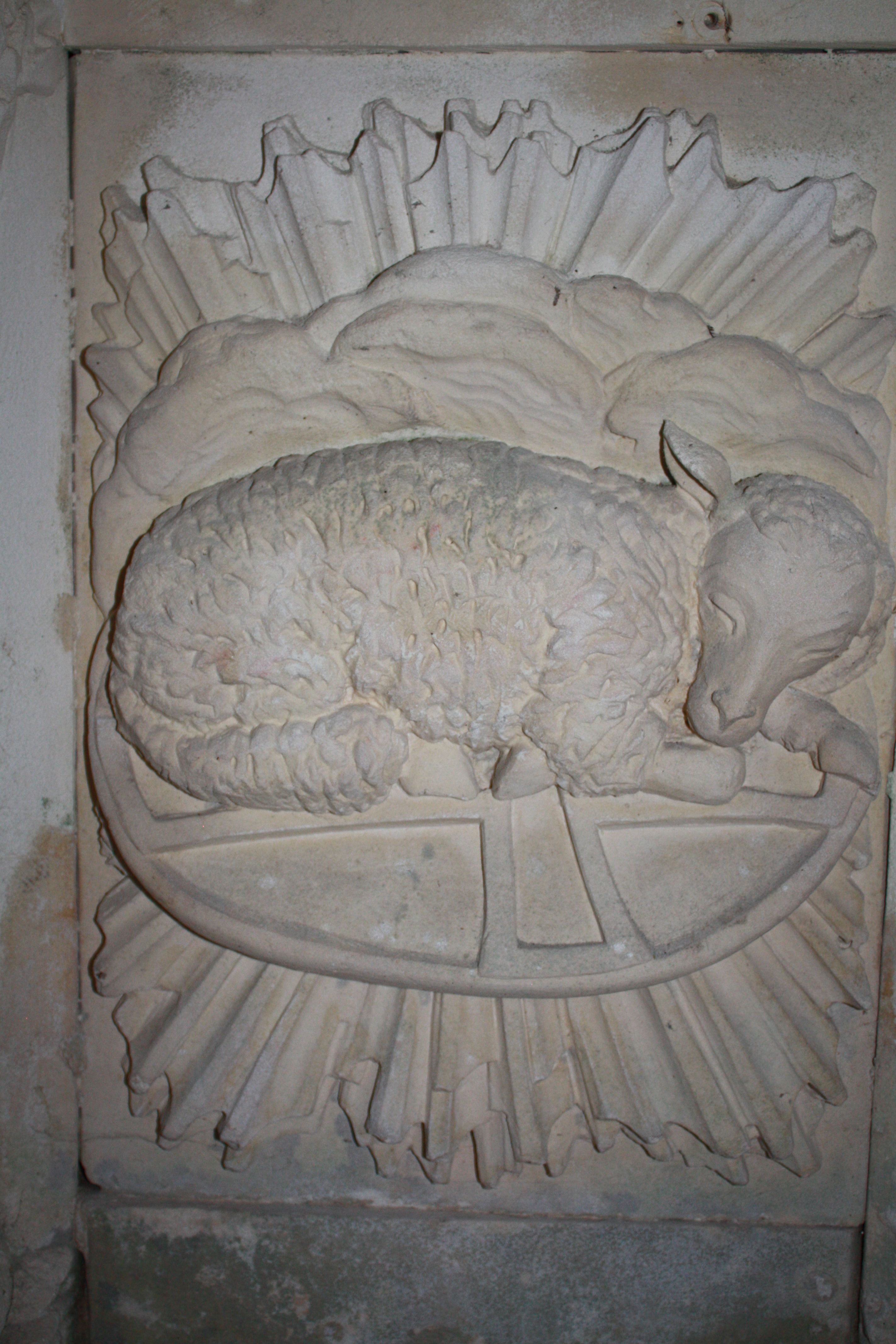
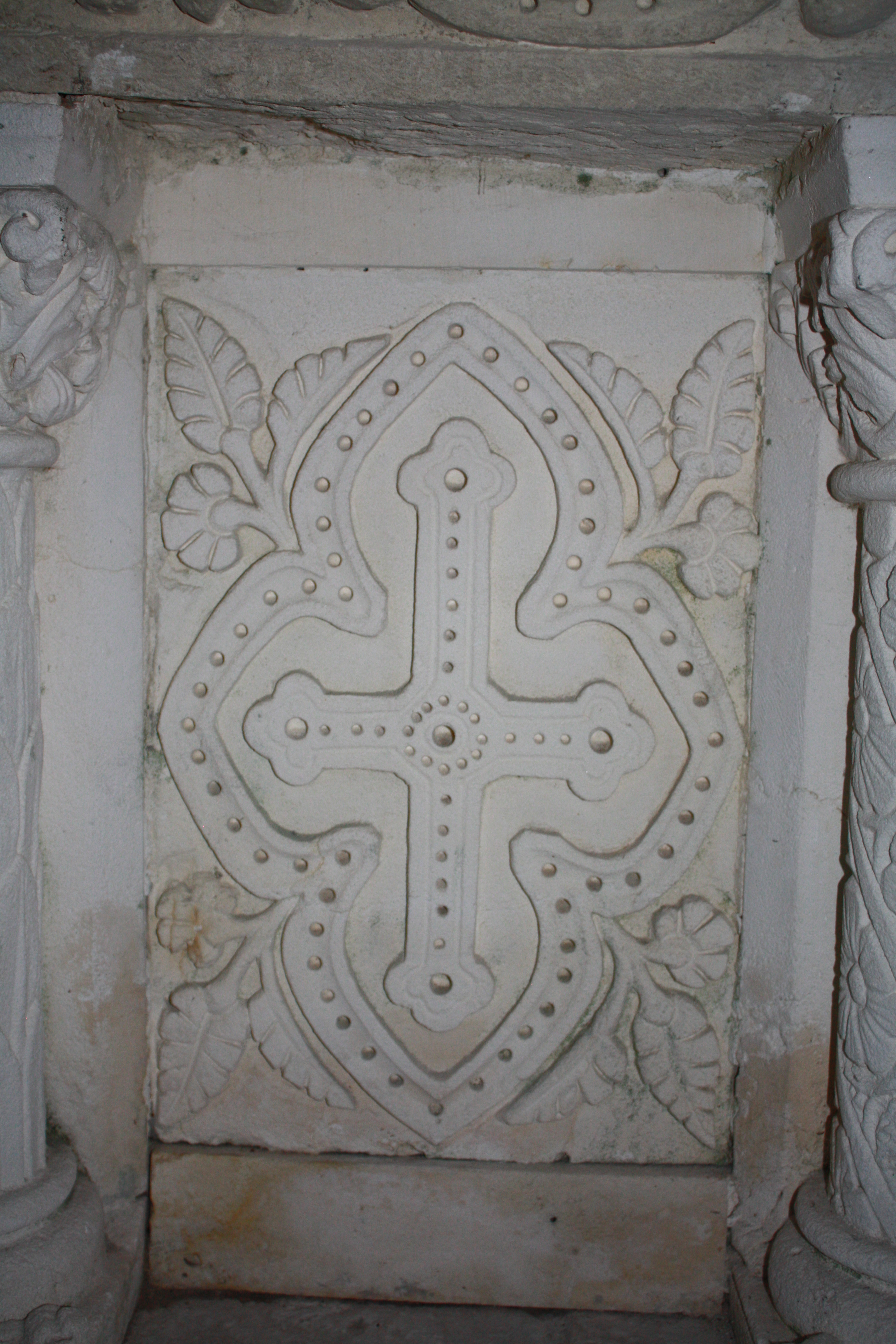
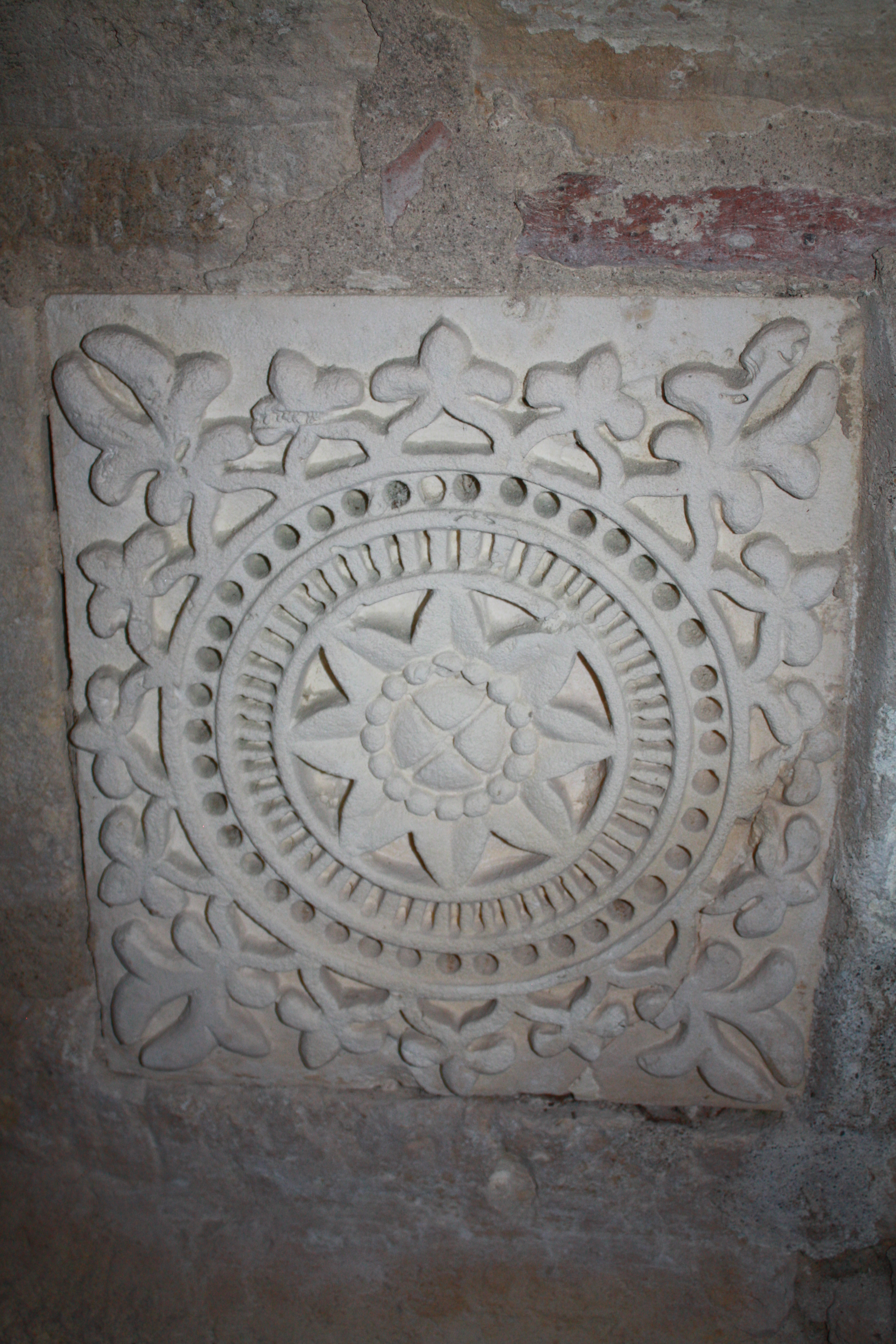